# Samathur
Samathur es una ciudad y nagar Panchayat situada en el distrito de Coimbatore en el estado de Tamil Nadu (India). Su población es de 5762 habitantes (2011).

## Demografía
Según el censo de 2011 la población de Samathur era de 5762 habitantes, de los cuales 2846 eran hombres y 2916 eran mujeres. Samathur tiene una tasa media de alfabetización del 78,75%, inferior a la media estatal del 80,09%: la alfabetización masculina es del 85,21%, y la alfabetización femenina del 72,50%.